# Castell de Torroella (Santa Eulàlia de Riuprimer)
El castell termenat de Torroella, s'alçava damunt un turó al sud-est del terme. Quan el castell va perdre la seva funcionalitat residencial els senyors s'instal·laren a la domus situada a l'oest del castell primitiu, a la riba dreta de la riera de Muntanyola, davant de l'aiguabarreig amb el riu Mèder, o riera de Santa Eulàlia, envoltat de boscos i camps de conreu. Actualment, és un gran mas fortificat anomenat Mas de Torroella. És un edifici declarat bé cultural d'interès nacional.

## Història
Aquest castell sorgí en el terme de Santa Eulàlia de Riuprimer que és el que primerament s'utilitzà per a anomenar aquesta zona. Tots dos topònims es documenten a partir del 904 com a vall de Santa Eulàlia i la Torroella. Mentre que el primer s'imposà per a anomenar tot el terme, el segon fou emprat només pels voltants del lloc on es trobava A partir del 1099 apareix el castell de Torroella plenament organitzat, ja que en aquest any, el bisbe de Vic, Berenguer Sunifred de Lluçà, llegà el castell de Torroella a la canònica de Sant Pere de Vic. Les notícies posteriors indiquen que el tingueren successivament infeudat a diverses famílies, així, el 1130, Bernat de Talamanca cedí a Pere Udalard de Sentfores el castell de Torroella. Per damunt dels Talamanca hi havia el bisbe de Vic com a senyor eminent. Així consta en alguns juraments de fidelitat com el que el 1203 feu Guillem Bernat de Manlleu a la mitra de Vic. Tant els Talamanca, com els Manlleu i després els Malla, no perduraren gaire en el domini del castell.
Posteriorment, el bisbat concedí el castell a famílies poc rellevants i el 1367 ja no era clar si era un castell o un mas i si havia de fer serveis militars com a castell o no.
Actualment, és un gran mas fortificat dels segles XV-XVI, si bé té al costat un petit puig on es troben restes de murs o fonaments de construccions medievals.

## Arquitectura
La seva planta s'adaptaria a l'orografia del turó; es conserven restes de murs i estructures que se situen al subsol (fonaments). A la banda oest hi ha la domus, on es devien instal·lar els senyors del castell un cop aquest va perdre la seva funcionalitat residencial. La seva planta era rectangular, amb una torre de planta quadrada. En l'actualitat, és un gran mas fortificat dels segles XV-XVI (restaurat als anys setanta del segle XX) que ha respectat la planta de la domus, així com algun dels seus elements defensius, integrats a l'edificació. La resta de murs i estructures se situen al subsol, juntament amb les restes de la seva evolució i ús.
A l'entrada principal, un portal adovellat i alguns finestrals amb arcs conopials de tradició gòtica. La sala del casal té portals amb interessants motllures gòtiques i al sostre hi ha tortugues o plaques de guix molt motllurat que formen com un teginat. A despit del seu caràcter de masia, l'edifici deixa entreveure la seva antiga importància com a centre civil del terme.